# 安布拉鄉
59°11′28″N 25°50′46″E / 59.191°N 25.846°E

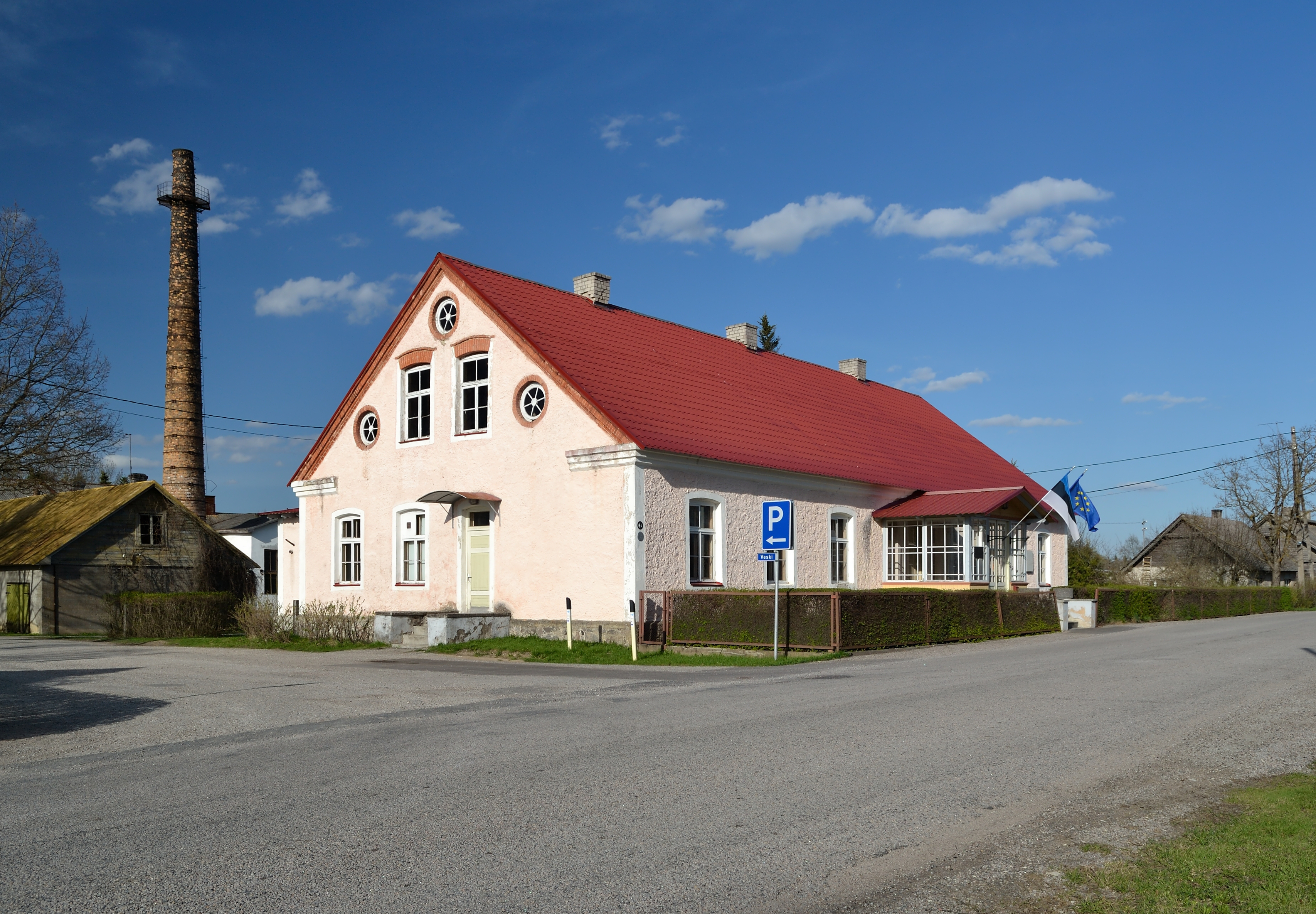

安布拉鄉，曾是愛沙尼亞耶爾瓦縣的一個鄉村型市镇，位於該國中部，行政中心設於安布拉，面積166平方公里，2006年人口2,423，人口密度每平方公里15人。
2017年爱沙尼亚行政改革后，安布拉市镇与其他市镇一起合并为新的耶尔瓦市镇。